# یواس‌اس لاستر (آی‌ایکس-۸۲)
یواس‌اس لاستر (آی‌ایکس-۸۲) (به انگلیسی: USS Luster (IX-82)) یک کشتی بود که طول آن ۸۲ فوت ۶ اینچ (۲۵٫۱۵ متر) بود. این کشتی در سال ۱۹۳۶ ساخته شد.